# Bécsi út

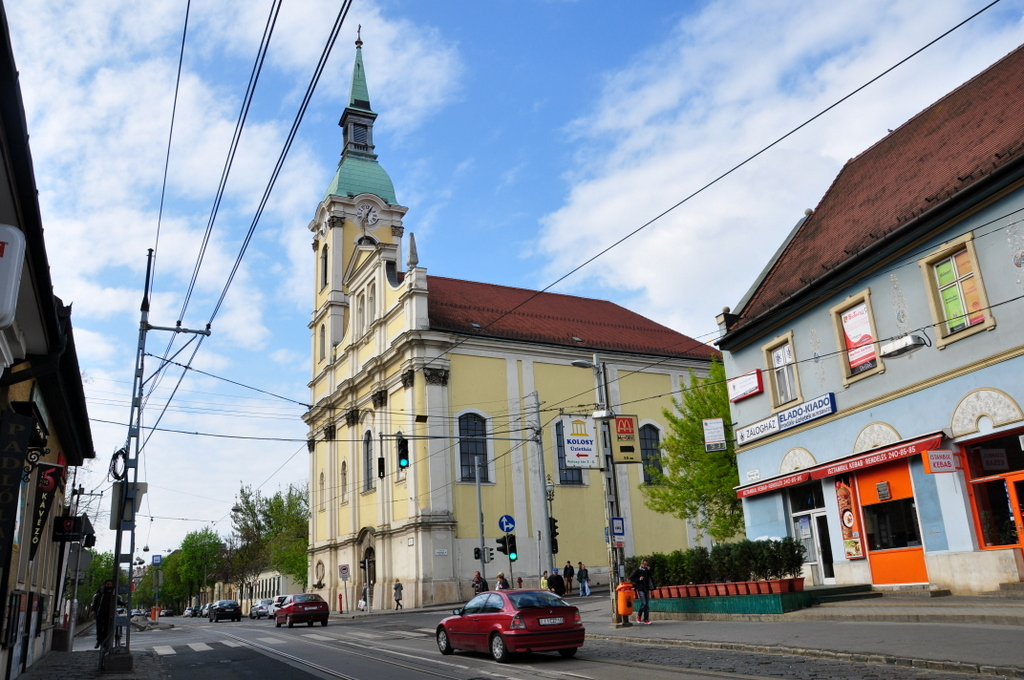
Az 1756-ban épült újlaki Sarlós Boldogasszony-templom az út mentén

A Bécsi út Budapest II. és III. kerületében található, a Zsigmond tértől halad a város közigazgatási határáig. (A Zsigmond tértől befelé a Frankel Leó út köti össze a Bem térrel.) A Vörösvári út csatlakozásától a városhatárig a 10-es főút budapesti szakaszát képezi, folytatása a főút a pilisi települések felé. Eredete az ókorig nyúlik vissza, és a Nagyszombat utcai kereszteződéstől kezdve a városhatárig máig fontos útvonal, a III. kerület egyik fő ütőere. Számos műemléki védettségű épület (pl. újlaki katolikus templom, Kolosy tér környéke), illetve irodaházak, oktatási intézmények található a nyomvonala mentén.
Feladatát a Nagyszombat utcai kereszteződés és a Zsigmond tér közötti rövid szakaszon a Lajos utca vette át. Itt a gyakori követésű villamosforgalom a jelentősebb.

## Története
Az út eredete a római időkre nyúlik vissza, a középkorban pedig Óbuda, majd Buda Esztergom felé vezető főútvonala volt. Neve ezért többször is változott: Esztergomi út vagy Nagy út volt, és mivel Solymáron is keresztülvezetett, ezért Solymári útnak is hívták. Valószínűleg része volt az úgynevezett Hosszú utcának is, mint a mai Fő utca és Frankel Leó út folytatása.

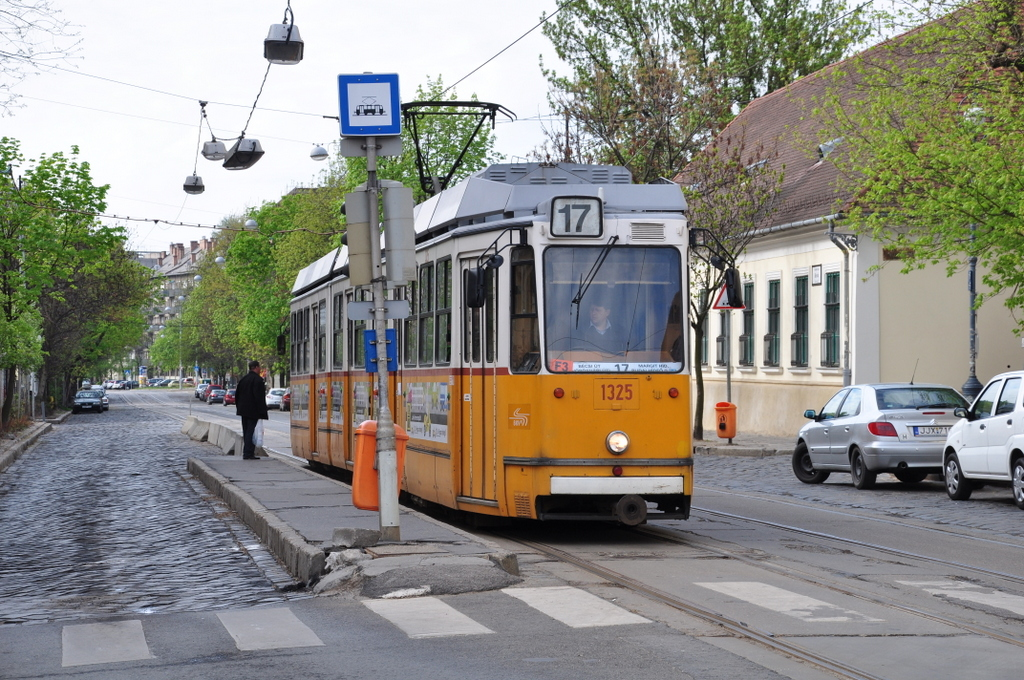
A 17-es villamos a Kolosy téri megállóban 2012-ben

A középkorban az út mentén terült el egy Bánya vagy Bányaháza nevű falu, valamint Fehéregyháza is. A török idők után Wienerische Landstrassének nevezték, a 19. században Wienerstrasse (jelentése Bécsi út németül) volt a neve. 1862-ben Wiener Peststrassénak hívták, de néhol Poststrasseként szerepelt. 1870-ben kapott magyar nevet, Fő utcának nevezték el az újlaki részt, majd négy évvel később már ez az utcarész is a Bécsi út nevet kapta.
Az út mentén (34. sz.) áll az újlaki római katolikus templom. További jelentősebb épületei a 31. szám alatti egykori Sörház az 1780-as évekből. Emelete erkélyének mellvédjén három Merkur-fej, udvara felől egy fülkében Szent Flórián-szobor áll. 1810 körül átalakították és hozzáépítettek. A hátsó homlokzata klasszicista stílusú az 1840-es évekből. A 44-es számú épület 1780 körül épült földszintes barokk lakóház. Az 56-os számú épület 1782-ben épült, végső formáját 1810 körül nyerte el. Ma luxusétterem működik benne. A 269-es számú épület a régi Radl-féle vendéglő, nagy méretű középkori falakon álló épület. 

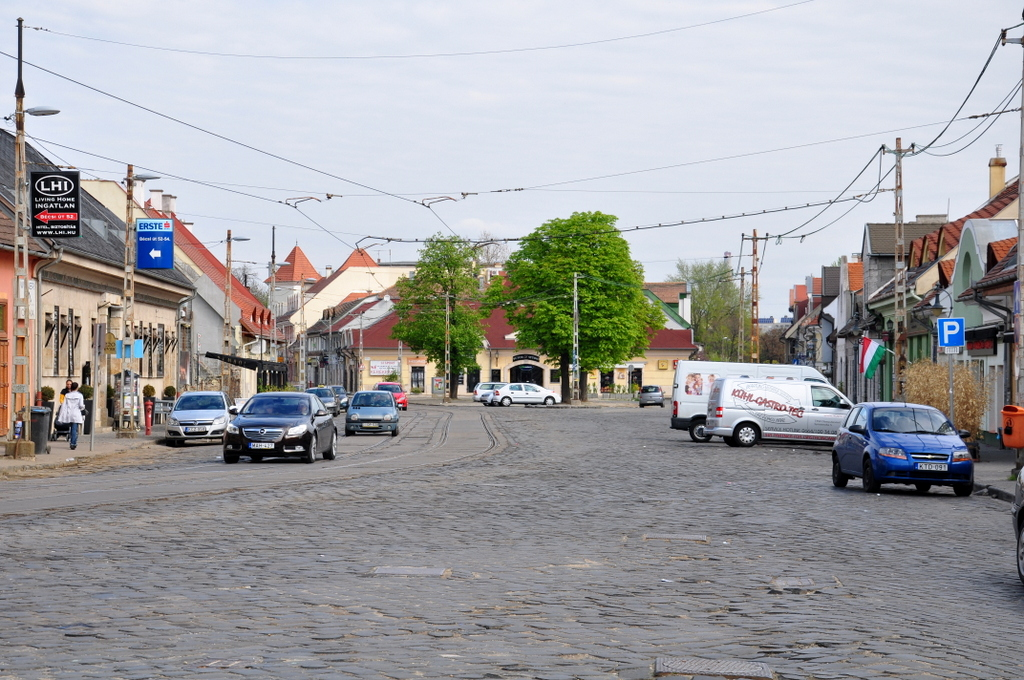
A felújítás előtti kátyús bazaltkockakő úttest a Dereglye utcai kereszteződésnél 2012-ben. A térség itt megőrizte földszintes, kisvárosias jellegét.

A Szent Margit Kórház 1897 óta látja el a III. kerületi pácienseket. A Pomázi út sarkánál 1910-ben nyílt meg az Óbudai temető és mellette 1922-ben létesült az Óbudai zsidó temető.
A Bécsi út–Nagyszombat utca–Végvár utca–Doberdó utca által határolt telkeken az úgynevezett „Városi házak” 1926–1928 között épültek.
A kiegyezés és főleg Pest-Buda és Óbuda egyesítése adta az első komolyabb lendületet a főváros fejlődéséhez. Ez jelentős építőanyag igénnyel járt. A Remetehegy keleti lejtőjén két nagy külszíni kőfejtőben kitermelt kiscelli agyagot a Vörösvári út és a Szent Margit kórház közötti téglagyárak helyben dolgozták fel. Északon a Victoria-Bohn Gőztéglagyár 1867-ben, délen a Újlaki Tégla és Mészégető Rt. pedig 1869-ben kezdte meg a termelést. (A két üzemet a a Hévízi úton át a Filatorigát teherpályaudvarhoz kapcsolódva vontatóvágány kötötte össze a Szentendrei HÉV és a jobbparti körvasút hálózatával. Ezen járt 1955–1974 között az 5-ös villamos.) A téglagyárak az második világháborút követő államosítás során a Budai Tégla és Cserépipari Vállalat részeként üzemeltek tovább. A déli gyár 1953-ban, az északi 1975-ban zárt be. A Victoria Téglagyár helyén 2000-ben nyílt meg az Eurocenter bevásárlóközpont. (2022-től GoBuda Mall.) A hegyoldalban a két betemetett hajdani agyagbányára a csúszásveszély miatt azóta sem lehet építkezni. Az Újlaki Téglagyár agyagbányájának rekultivált területét 2011 óta golfpályaként hasznosítják.
A Bécsi út mentén elsőként az a Óbudai kísérleti lakótelepet húzták fel 1958–1964 között az Újlaki téglagyár és annak hírhedt munkástelepe helyén, amelyben tesztjelleggel felépítették a korabeli típustervek alapján tömegesen létesíthető társasházakat. A második nagy telep a Váradi utca és Vörösvári út között kapcsolódik az út keleti oldalához: - a néhány kivétellel - a Szentendrei úti házgyár elemeiből 1969–1984 között épült, zömmel tízemeletes panelházakból álló Óbuda-Városközpont. (Összesen 13 ezer lakás készült el.) Utolsóként Kaszásdűlőn az Orbán Balázs út és a Bojtár utca közötti Gyógyszergyár utcai lakótelep épült fel 1988–1990 között.
Szintén az út mentén található a Budapesti Műszaki Főiskola 1973-ban átadott kampusza, ami 2000 óta Kandó Kálmán Villamosmérnöki Kar néven az Óbudai Egyetem egyik egysége, továbbá a volt Népszabadság-székház, a Óbudai Árpád Gimnázium, a Bláthy Ottó Titusz Informatikai Szakgimnázium, valamint számos egyéb épület, irodaház, lakóház.

## Közlekedése

### Közúti

#### Története
Az 1970-es évek elején az Óbudai temető és a Vörösvári út közötti szakasz készült el, irányonként két sávos kapacitásúra. A Vörösvári út és a Nagyszombat utca között pedig 1978–1981 között épült ki a jelenlegi szélességére. Az Aquincumi katonai amfiteátrum déli oldalán a Lajos utcai átkötés is ekkor készült el. A Budai fonódó villamoshálózat vágányhálózatának 2014–2015 között tartó kiépítése során a Margit körúttól a Tímár utcáig teljesen megújult az úttest és a villamospálya.

#### Jelen
A Zsigmond tértől a Nagyszombat utcai kereszteződésig irányonként egy sávos, onnantól pedig irányonként két forgalmi sávos, középen villamospályával a Vörösvári úti kereszteződésig, majd az Óbudai temető után újra irányonként egy sávossá válik. Az esztergomi vasútvonalon 2015-ben megnyílt Aranyvölgy megállóhelynél a régi Bécsi út az Aranyvölgy út folytatása lett. A Kocsis Sándor út torkolata után a megszüntetett szintbeni vasúti átjáró helyett a vasutat felüljárón keresztezve éri el a főváros közigazgatási határánál lévő Ürömi úti körforgalmat a 10-es főút új bevezető szakaszán.

### Villamos

#### Története
A Vörösvári úttól befelé az első villamosjárat 1907-ben indult, amely 1910-ben a 7-es számot kapta. 1961-ben megszűnt. Ezt követte a 72-es, ami 1928–1950 között járt. 1945–1971 között fordult vissza a Nagykörút felé a Nagyszombat utca magasságában, a Bokor utcai hurokban a 66-os villamos. 1953–1957 között az 1996-ban bezárt Óbuda kocsiszínnél, utána a Bokor utcában volt a 18-as villamos végállomása. 1961-ben a Margit kórházig, 1962–1971 között ismét az Óbuda kocsiszínig járt. 1971–1972 között a Szentendrei HÉV Bem rakparti kéregvezetésű alagútjának építési munkálatai miatt a Frankel Leó úton a Császárfürdőnél, a Buda-Császárfürdő HÉV-állomás közelében ideiglenes villamos végállomást rendeztek be. (Északról: 11 (Flórián téren át) Óbuda kocsiszín, 17 Margit kórház felé. Délről: 4 Petőfi híd budai hídfő, 18 Kelenföldi pályaudvar, 57 Csörsz utca felé)
A 17-es viszonylat először 1958-ban érintette a Bécsi utat. 1962–1978 között a Szent Margit kórháznál végállomásozott. 1978–1981 között szünetelt. A 11-es villamos megszakításokkal 1906–1981 között érintette a Bécsi utat. A Margit híd budai hídfőjének északi oldalán a Vidra utca előtti szűk hurokvégállomás 1950-ben épült. (Eredetileg a 7-es és a 11-es számára, 1962-től a 2014-es elbontásáig használta a 17-es.)

#### Jelen
A budai fonódó villamoshálózat elkészültét követően a 17-es, a 19-es és a 41-es villamos a Török utcától a Vörösvári úti kereszteződésig végig a Frankel Leó úton és a Bécsi úton halad.

### Trolibusz
Budapest első trolibuszjárata a 7-es számot viselte. 1933–1944 között ingázott a Vörösvári út és az Óbudai temető között.

### Autóbusz

#### Története
Az eredetileg a Kálvin tértől a Lánchídon (majd 1972-től csak Batthyányi tértől) a Lajos utca–Nagyszombat utca–Bécsi út–Pomázi út útvonalon át az Óbuda vasútállomásig a 60-as járat 1958–2008 között haladt végig. A Vörösvári útig közlekedő betétjárata, a 60A 1976-ban indult, 1981-től az 1990-es megszűnéséig 60 gyorsjáratra táblázva.
A 2008 óta üzemelő 160-as (Békásmegyer felé) és 260-as (Citronella utca felé) buszok 2016 óta csak a Váradi utcáig jönnek be.

#### Jelen
A 960-as busz a Nagyszombat utcai, míg a 160-as, a 260-as a Váradi utcai kereszteződéstől az Óbudai temetőig halad rajta. A Vörösvári úti kereszteződéstől egy rövidebb szakaszon a 118-as, a városhatárig pedig a 218-as busz (Solymárig kimegy) is érinti.